# Dsup
Dsup (sự co lại của chất ức chế thiệt hại) là một protein liên kết DNA, duy nhất có trong gấu nước, ngăn chặn sự xuất hiện của tác động phá vỡ DNA bằng cácbức xạ. Dsup ngăn chặn tổn thương DNA do tia X gây ra khoảng 40% và cải thiện khả năng chịu bức xạ.
Gấu nước có thể chịu được bức xạ gấp 1.000 lần so với các động vật khác, liều gây chết trung bình 5.000 Gy (của tia gamma) và 6.200 Gy (của các ion nặng) ở động vật ngậm nước (5 đến 10 Gy có thể gây tử vong cho con người). Lời giải thích duy nhất được tìm thấy trong các thí nghiệm trước đó cho khả năng này là trạng thái nước hạ thấp của chúng cung cấp ít chất phản ứng hơn cho bức xạ ion hóa. Tuy nhiên, nghiên cứu tiếp theo cho thấy rằng gấu nước, khi ngậm nước, vẫn có khả năng chống bức xạ tia cực tím cao so với các động vật khác, và một yếu tố cho điều này là khả năng sửa chữa thiệt hại đối với DNA của chúng do phơi nhiễm.
Protein Dsup đã được thử nghiệm trên các tế bào động vật khác. Trong quá trình sử dụng nuôi cấy tế bào người biểu hiện protein Dsup, người ta thấy rằng sau khi tiếp xúc với tia X, các tế bào có ít sự phá vỡ DNA hơn các tế bào điều khiển.